# Werner Neubert (Fußballspieler)
Werner Neubert (* 23. Juni 1954 in Neustadt an der Orla; † 13. März 2013) war ein deutscher Fußballspieler. Er spielte in den 1970er Jahren für den FC Carl Zeiss Jena und die BSG Wismut Gera in der DDR-Oberliga, der höchsten Spielklasse im DDR-Fußball.

## Sportliche Laufbahn
Im Alter von neun Jahren begann Werner Neubert 1963 seine fußballerische Laufbahn bei der Betriebssportgemeinschaft (BSG) Motor Neustadt/Orla. 1970 wurde er zur Junioren-Mannschaft des FC Carl Zeiss Jena delegiert, für die er bis 1972 in der Junioren-Oberliga spielte. Zur Saison 1972/73 wurde er in die 2. Männermannschaft übernommen, die in der zweitklassigen DDR-Liga vertreten war. In dieser Spielzeit kam er in zehn von 22 Punktspielen zum Einsatz (1 Tor), 1973/74 war er mit 21 Punktspielen und vier Toren bereits Stammspieler. Seinen Einstand in der Oberliga-Mannschaft gab er ebenfalls 1973/74 im Pokalspiel bei der BSG Stahl Riesa. Beim 5:1-Sieg am 16. Dezember 1973 war er als Linksaußenstürmer eingesetzt worden. In der Saison 1974/75 kamen drei weitere Pokaleinsätze hinzu, darunter das Halbfinalspiel gegen Dynamo Dresden (1:0). Sein einziges Oberligaspiel für den FC Carl Zeiss bestritt Neubert am 21. Dezember 1974 in der Partie des 13. Spieltages FC Karl-Marx-Stadt – FC Carl Zeiss (3:1), in der er in 81. Minute eingewechselt wurde. Daneben war er mit 18 Einsätzen (3 Tore) weiter Stammspieler in der 2. Mannschaft. 1975/76 verhalf er der 2. Mannschaft mit 20 Punktspieleinsätzen und fünf Toren zum Staffelsieg in der DDR-Liga.
Da zur Saison 1976/77 die 2. Mannschaften aus der DDR-Liga verbannt worden waren und künftig in der drittklassigen Bezirksliga antreten mussten, wechselte Neubert zum DDR-Ligisten Wismut Gera. Dort wurde er mit 17 Einsätzen bei 22 Punktspielen sofort Stammspieler und stieg mit der Mannschaft in die Oberliga auf. In seiner zweiten Oberligaspielzeit bestritt er vom 3. Spieltag an sechs Punktspiele als Stürmer, musste danach aber im November 1977 einen 18-monatigen Wehrdienst in der Nationalen Volksarmee antreten. Mit Beginn der Saison 1979/80 spielte Neubert wieder für die BSG Wismut Gera, die inzwischen wieder in der DDR-Liga angekommen war. Mit seinem Einsatz in allen 22 Punktspielen und sechs Toren hatte er einen guten Wiedereinstieg, und er blieb auch bis 1982 ständiger Stammspieler der Wismutmannschaft. In der Saison 1982/83 kam er nur 13-mal in Punktspielen zum Einsatz und wechselte daraufhin zum Ligakonkurrenten Motor Nordhausen.
In Nordhausen war Neubert 1983/84 mit 21 Punktspieleinsätzen noch Stammspieler, in den folgenden beiden Spielzeiten, die über 34 Runden liefen, war er mit zehn bzw. elf Punktspielteilnahmen nur noch Ersatzspieler. Mit 31 Jahren nahm er am Ende der Saison 1984/85 Abschied vom Leistungssport und ließ seine Fußballerlaufbahn beim Bezirksligisten BSG Chemie Kahla ausklingen. Er engagierte sich später auch beim Nachfolgeverein SV 1910 Kahla, wo er z. B. zwischen 2007 und 2011 die in der Regionalklasse (8. Liga) spielende Fußballmannschaft trainierte. Zwei Jahre nach Beendigung seiner Übungsleitertätigkeit starb Werner Neubert 2013 im Alter von 58 Jahren.